# Amaryllis (papillon)
Pour les articles homonymes, voir Amaryllis (homonymie).
Pyronia tithonus
Espèce
Statut de conservation UICN

 LC : Préoccupation mineure
L’Amaryllis (Pyronia tithonus) est une espèce de lépidoptères (papillons) de la famille des Nymphalidae et de la sous-famille des Satyrinae.

## Description

### Papillon

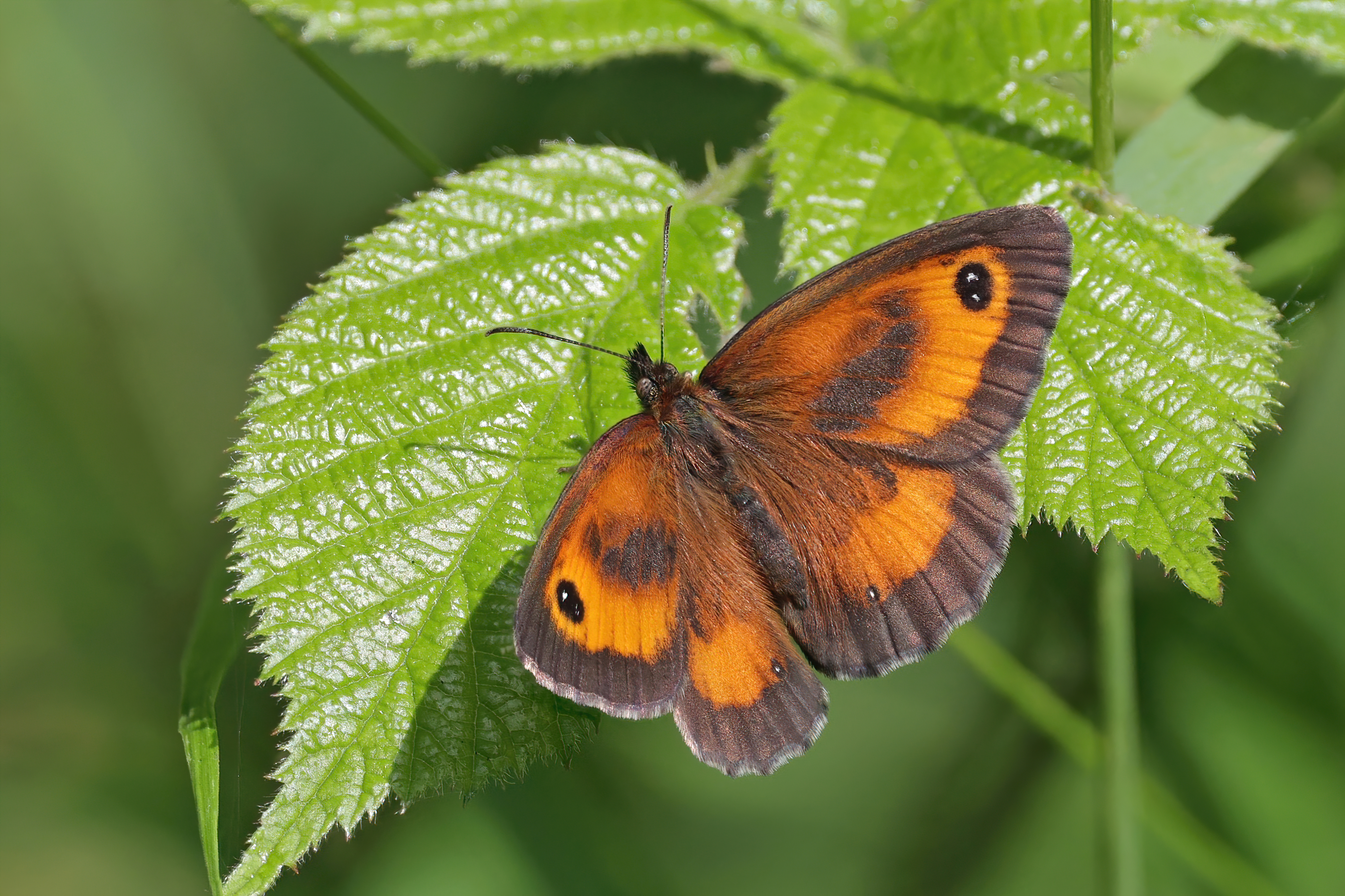
Amaryllis mâle dans la Bernwood Forest, Oxfordshire (Angleterre).

L'imago de Pyronia tithonus est un papillon de taille moyenne de couleur orange vif sur le dessus des ailes, avec une épaisse bordure brun foncé. L'apex des ailes antérieures a un ocelle doublement pupillé de blanc. Le dimorphisme sexuel est marqué : le mâle a une bande androconiale, une épaisse tache oblique en travers de l'aile antérieure; la femelle a le verso des antérieures semblable, orange bordé de marron avec l'ocelle doublement pupillé caractéristique à l'apex. Les ailes postérieures sont beige à chamois avec une bande plus claire qui porte des petits ocelles pupillés de blanc peu visibles.

### Chenille
Les chenilles sont vert pâle ou marron clair.

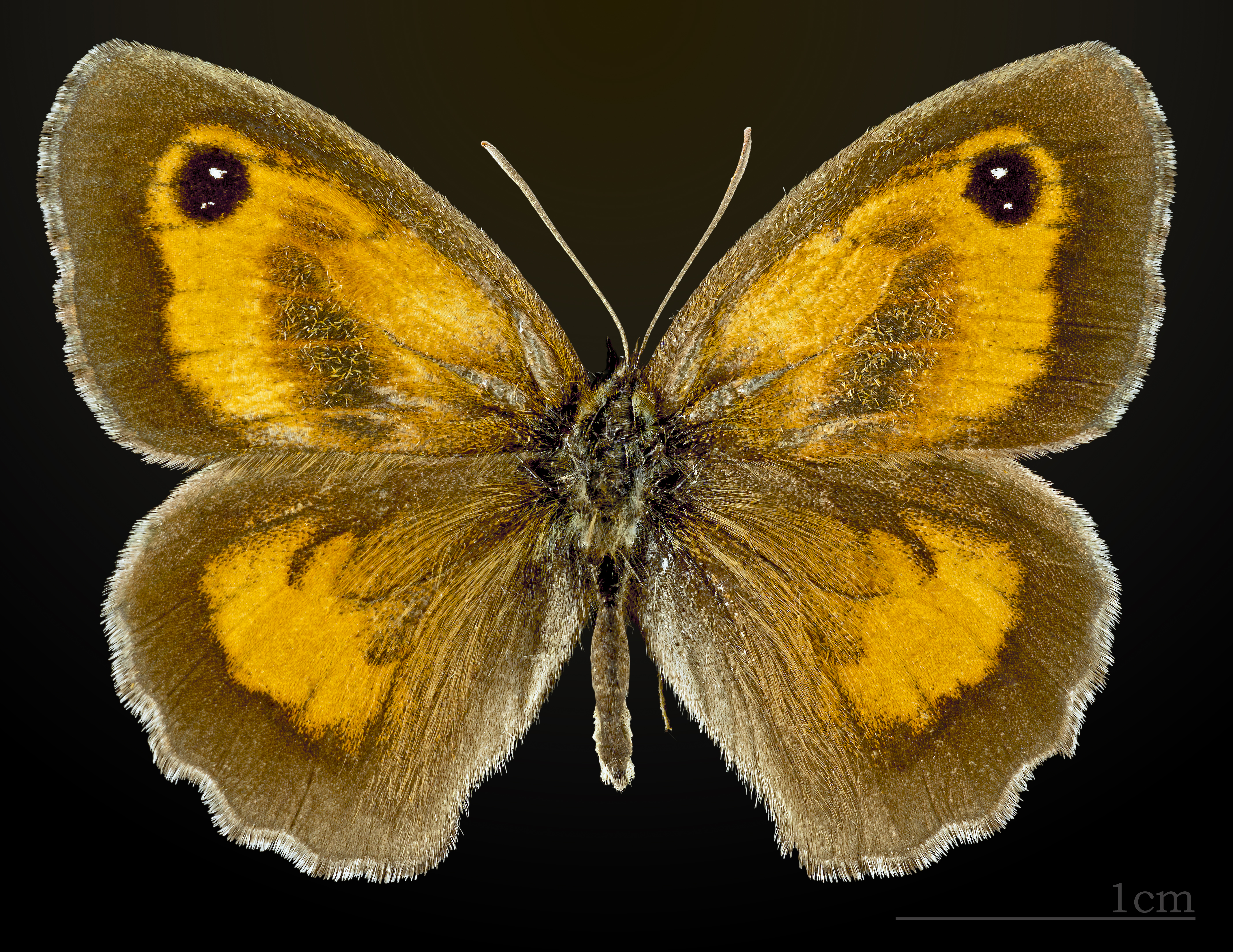
♂ MHNT
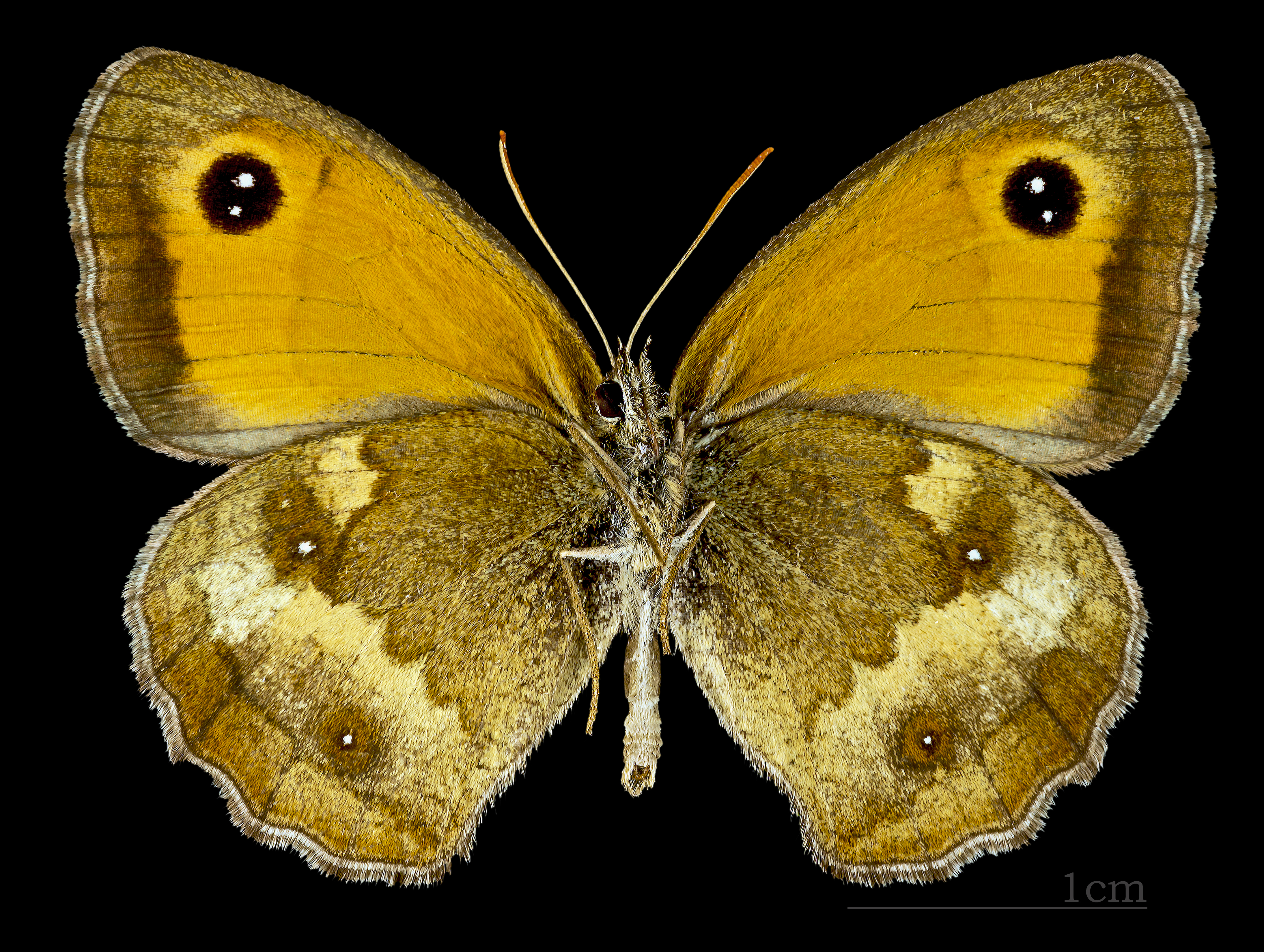
♂   △ MHNT
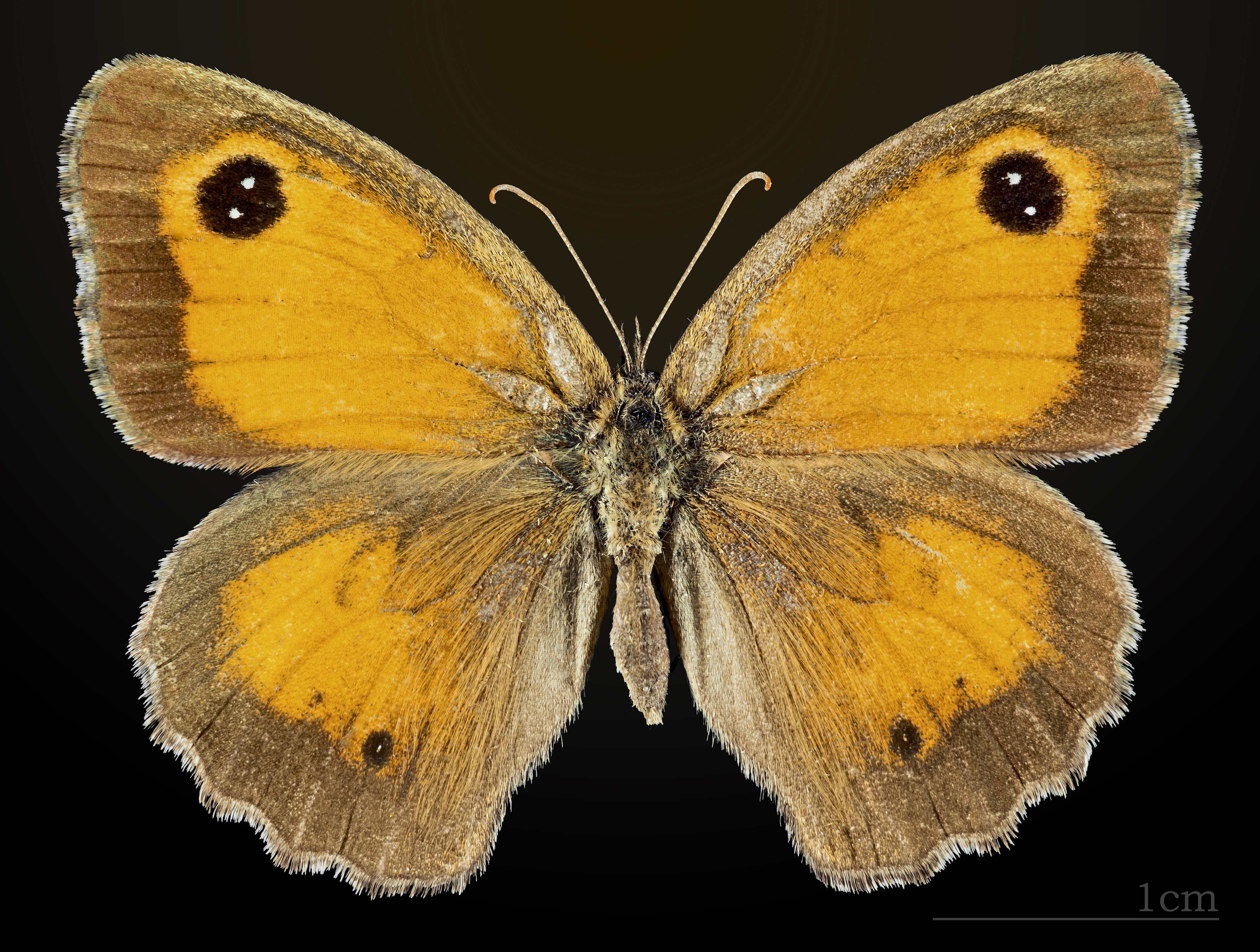
♀   MHNT
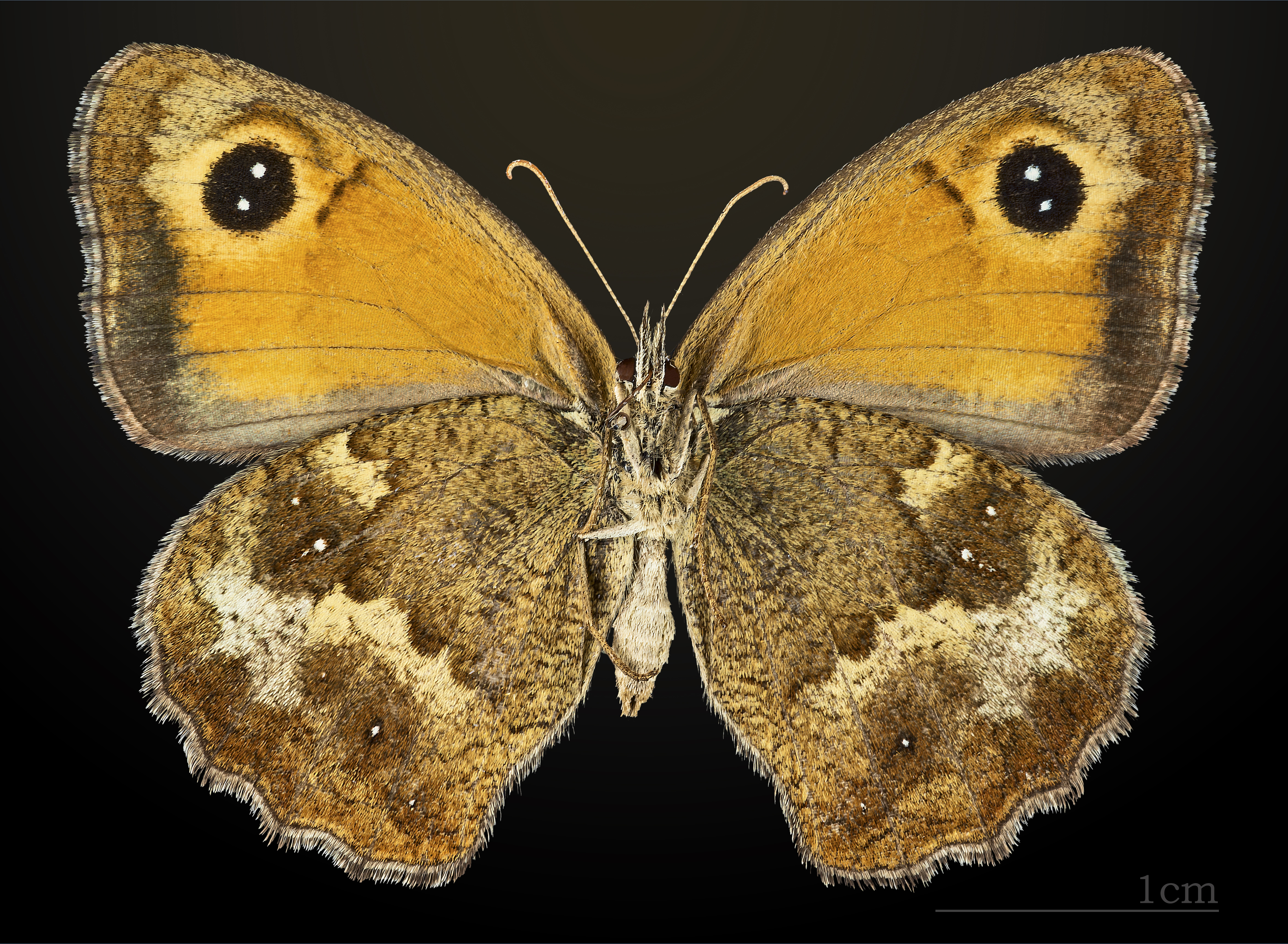
♀ △ MHNT

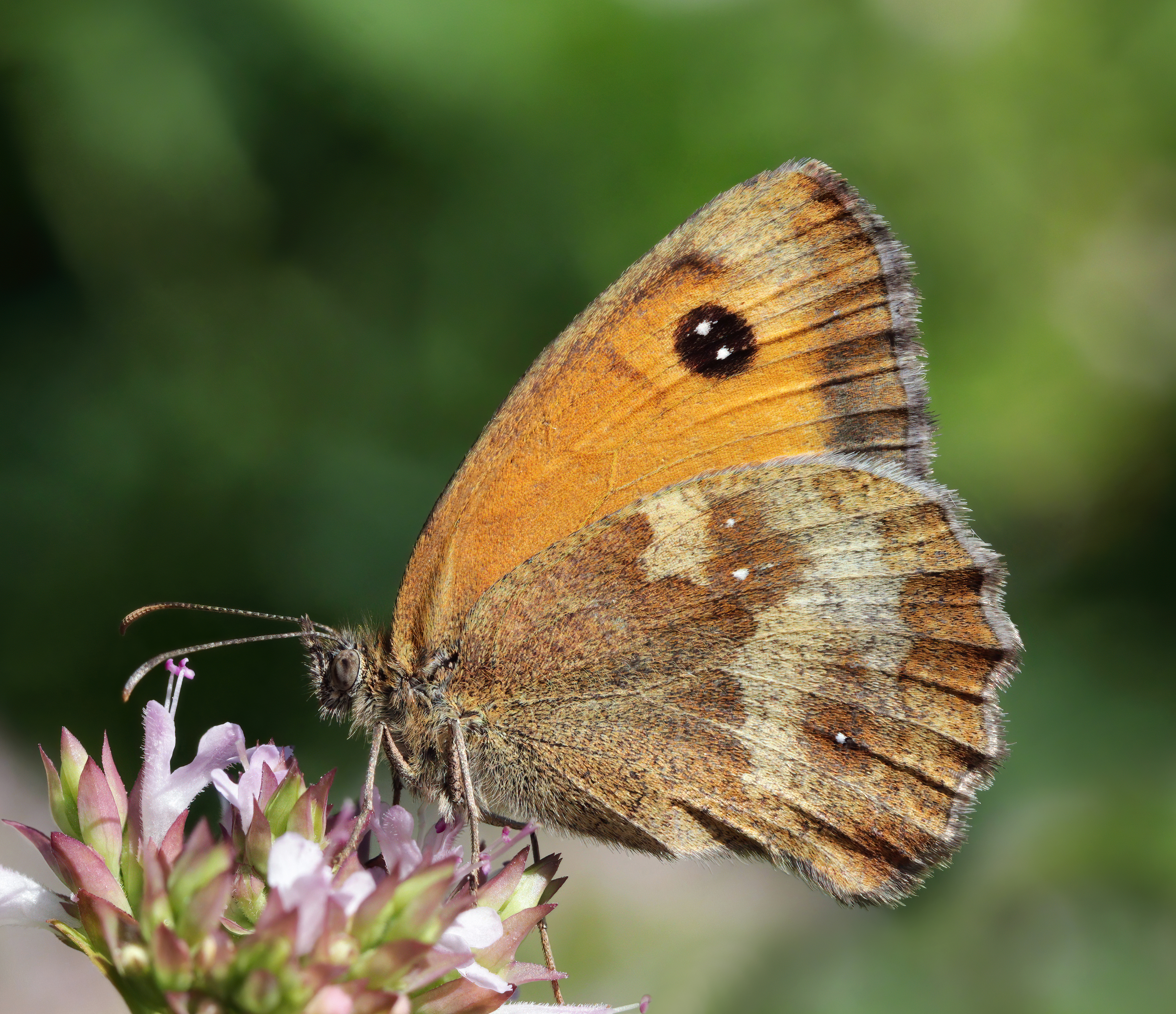
Revers.
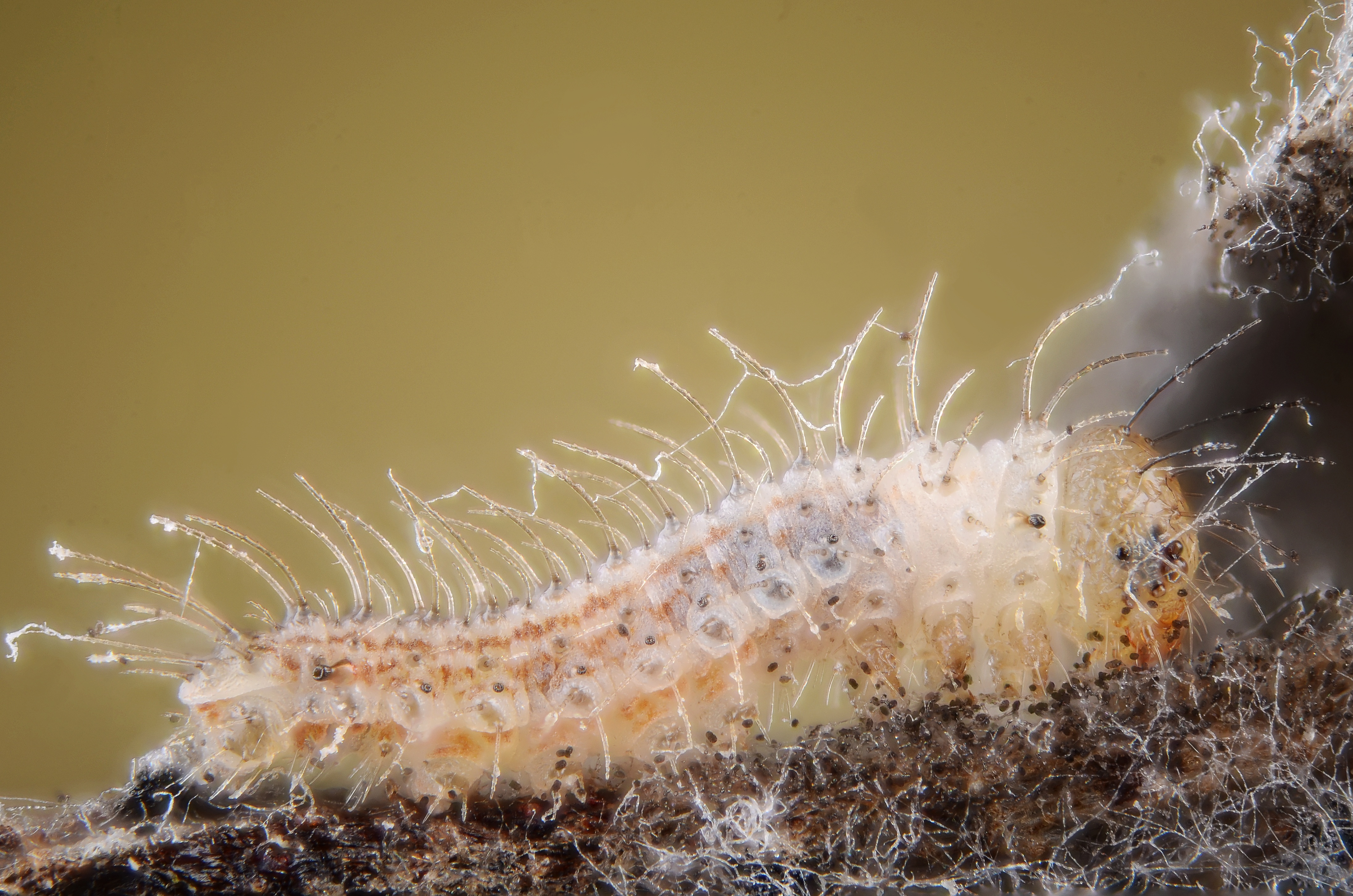
La chenille.

## Biologie

### Période de vol et hibernation
L'Amaryllis vole en une génération de juillet à septembre.
Il hiverne au stade de chenille.

### Plantes hôtes
Ses plantes hôtes sont diverses Poaceae: Poa (Poa annua), Milium (Milium effusum), Dactylis glomerata, Elytrigia repens, Brachypodium.

## Distribution et biotopes
L'aire de répartition de l'Amaryllis inclut le centre et le Sud de l'Europe (toute l'Europe non nordique), le Maroc, l'Asie Mineure et le Caucase,.
Il est présent dans tous les départements de France métropolitaine.
Il réside dans les lieux herbus et buissonneux près des bois, des haies, sentiers forestiers, prairies broussailleuses, clairières.

## Systématique
L'espèce Pyronia tithonus a été décrite par le naturaliste suédois Carl von Linné en 1771, sous le nom initial de Papilio tithonus.
Elle est l'espèce type pour le genre Pyronia Hübner, [1819].

### Synonymes
- Papilio tithonus Linnaeus, 1771 — Protonyme.
- Pyronia tithone Hübner, 1819 [7]
- Epinephele tithonus decolorata Fruhstorfer, 1909[8]
- Epinephele tithonus distincta Rothschild, 1933[9]
- Maniola tithonus Otakar Kudrna[10],[4]

## Noms vernaculaires
- En français : l'Amaryllis, ou plus rarement le Satyre tithon ou le Titon[11].
- En anglais : gatekeeper ou hedge brown.
- En allemand : Rotbraunes Ochsenauge.
- En espagnol : Lobito agreste[4].

## Protection
L'espèce n'a pas de statut de protection particulier en France.